# Ketel Marte
Artikeln följer den spanska namnseden; faderns efternamn är Marte och moderns efternamn Valdez.
Ketel Ricardo Marte Valdez, född den 12 oktober 1993 i Nizao, är en dominikansk professionell basebollspelare som spelar för Arizona Diamondbacks i Major League Baseball (MLB). Marte är andrabasman, men har tidigare varit shortstop och centerfielder.
Marte har tidigare spelat för Seattle Mariners (2015–2016). Han har tagits ut till MLB:s all star-match en gång och haft flest triples i National League en gång.

## Karriär

### Major League Baseball

#### Seattle Mariners
Marte skrev på för Seattle Mariners i augusti 2010, strax före sin 17-årsdag, och året efter gjorde han proffsdebut i Mariners farmarklubbssystem. Efter fyra och en halv säsong i farmarligorna gjorde han MLB-debut för Mariners den 31 juli 2015. Han användes under den säsongen och nästa som shortstop. 2015 hade han ett slaggenomsnitt på 0,283, två homeruns och 17 RBI:s på 57 matcher. Året efter var han dock skadad vid flera tillfällen och spelade bara 119 matcher, samtidigt som hans offensiva spel inte kom upp i samma nivå som under debutsäsongen. Han hade ett slaggenomsnitt på 0,259, en homerun och 33 RBI:s. Defensivt gjorde han trots den begränsade speltiden 21 errors, delat flest i American League.
I november 2016 trejdade Mariners Marte tillsammans med Taijuan Walker till Arizona Diamondbacks i utbyte mot Jean Segura, Mitch Haniger och ytterligare en spelare.

#### Arizona Diamondbacks

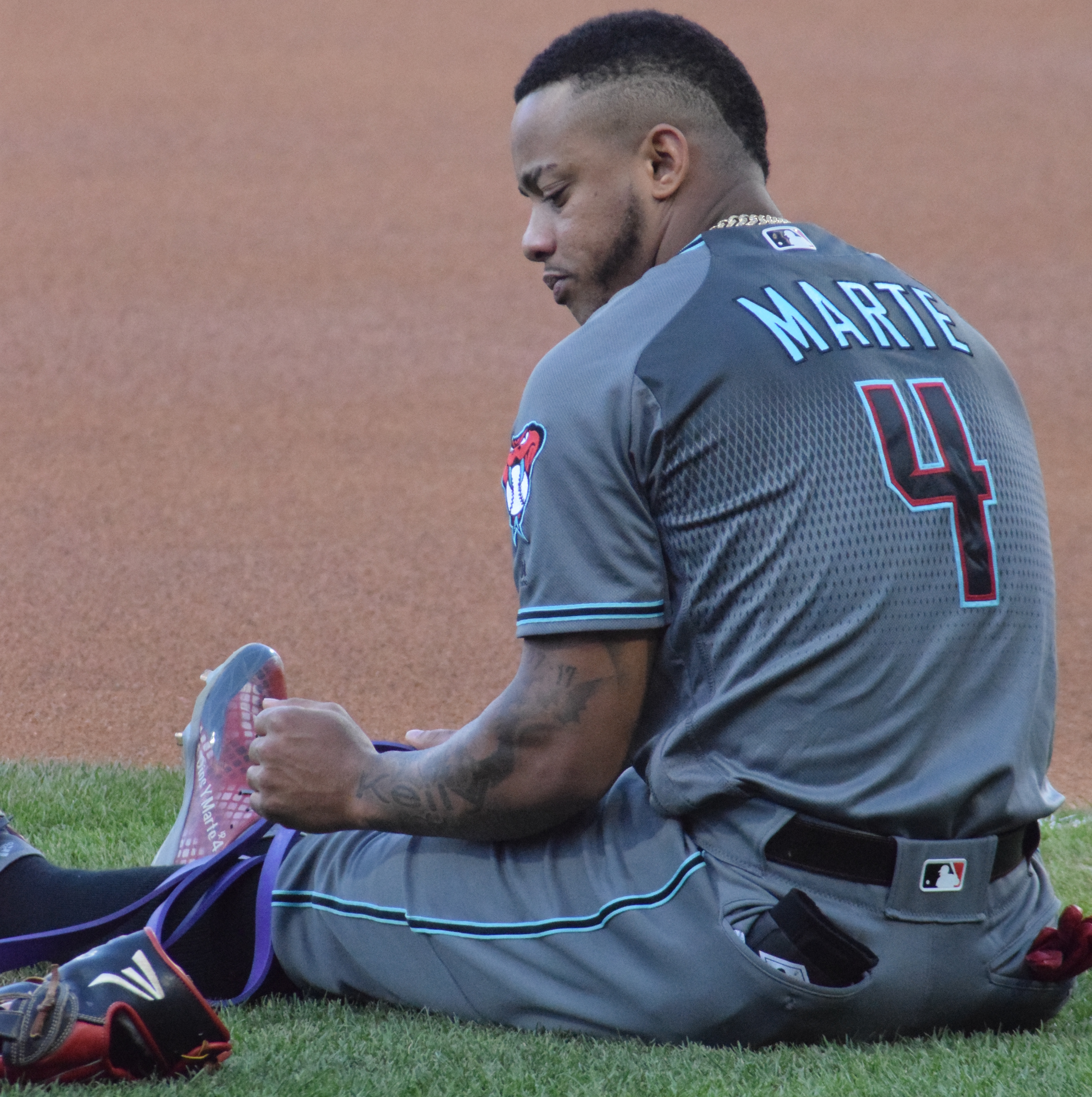
Marte i Arizona Diamondbacks dräkt 2019.

Marte inledde 2017 års säsong för Diamondbacks högsta farmarklubb Reno Aces, men kallades upp till moderklubben i slutet av juni. Hans slaggenomsnitt för Reno var då hela 0,338 och hans 105 hits var flest i hela Minor League Baseball. Under resten av säsongen spelade han 73 matcher i MLB med ett slaggenomsnitt på 0,260, fem homeruns och 18 RBI:s. I slutspelet slog han två triples i den första matchen och blev den åttonde spelaren i MLB:s historia att slå två triples i en och samma slutspelsmatch och den första att slå den ena som högerhänt slagman och den andra som vänsterhänt.
2018 skolades Marte om till andrabasman. Han hade under den säsongen ett slaggenomsnitt på 0,260 på 153 matcher och satte personliga rekord med 14 homeruns och 59 RBI:s. Hans tolv triples var flest i National League. Året efter slog han igenom ordentligt och presterade så väl att han togs ut till sin första all star-match i MLB och valdes dessutom att starta matchen. Under säsongen, då han spelade 144 matcher och mest användes som centerfielder, satte han personliga rekord i praktiskt taget alla offensiva kategorier, såsom slaggenomsnitt (0,329, näst bäst i National League), homeruns (32), RBI:s (92), hits (187, näst bäst), on-base % (0,389, sjunde bäst), slugging % (0,592, fjärde bäst) och on-base plus slugging (OPS) (0,981, fjärde bäst). Han var även näst bäst i National League i triples (nio). Efter säsongen kom han fyra i omröstningen till National Leagues MVP Award.
2020 års säsong blev kraftigt förkortad på grund av covid-19-pandemin och Marte spelade bara 45 matcher, nästan uteslutande som andrabasman, under vilka han hade ett slaggenomsnitt på 0,287, två homeruns och 17 RBI:s. Han var skadad en del under 2021 års säsong och spelade bara 90 matcher, mest som centerfielder. Hans slaggenomsnitt var 0,318 och han hade 14 homeruns och 50 RBI:s. Inför 2022 års säsong kom han överens med Diamondbacks om en förlängning av hans kontrakt så att det inte bara omfattade 2022, som det gamla gjorde, utan sträckte sig till och med 2027. För säsongerna 2023–2027 rapporterades det vara värt 76 miljoner dollar och innehöll även en möjlighet till förlängning ytterligare ett år.

## Privatliv
Marte är systerson till Wilson Valdez och gift med en kusin till Vladimir Guerrero Jr, vilka båda har spelat respektive spelar i MLB.